# Fred Schaus
Frederick Appleton "Fred" Schaus (ur. 30 czerwca 1925 w Newark, zm. 10 lutego 2010 w Morgantown) – amerykański koszykarz, oraz trener, uczestnik meczu gwiazd NBA.
Podczas występów w szkole średniej zaliczano go do składów All-State. Po ukończeniu liceum, w 1943 roku, został powołany do odbycia obowiązkowej służby wojskowej, w ramach działań wojennych. W marynarce wojennej poznał Scotty'ego Hamiltona, zawodnika All-American z uczelni Wirginii Zachodniej. W wyniku tej znajomości zainteresował się studiowaniem na tej uczelni. Po powrocie z wojny w 1946 roku zdecydował się podjąć tam studia.
Do draftu NBA przystąpił bezpośrednio po ukończeniu uczelni w 1954 roku. Został w nim wybrany z numerem 23, ogólnej listy, przez klub Fort Wayne Pistons. Jako debiutant notował średnio 14,3 punktu oraz 2,7 asysty, co zapewniło mu miejsce w drugim składzie najlepszych zawodników ligi. Pistons dotarli wtedy do finałów dywizji centralnej, ulegając Lakers 0–2.
Najbardziej udanym pod względem statystycznym sezonem w jego karierze, okazały się rozgrywki 1950/51, podczas których uzyskiwał średnio 15,1 punktu, 7,3 zbiorki i 2,7 asysty. Został wtedy powołany do udziału w meczu gwiazd NBA, po raz pierwszy i zarazem jedyny w trakcie całej kariery zawodniczej.
20 grudnia 1953 roku został sprzedany do New York Knicks, gdzie w rezultacie zakończył karierę rok później.
W 1954 roku objął stanowisko trenera swojej byłej uczelni, West Virginia. Funkcję tę piastował do 1960 roku. Poprowadził drużynę Mountaineers do finałów NCAA w 1959 roku. W trakcie sześciu lat spędzonych z drużyną zanotował bilans 127-26 (83,1%). Pod jego wodzą zespół sięgał co roku po mistrzostwo konferencji południowej NCAA (sześciokrotnie). Uznano go również czterokrotnie Trenerem Roku Southern Conference (1955, 1958–1960).
W latach 1960–1967 był głównym trenerem Los Angeles Lakers. W tym czasie poprowadził zespół czterokrotnie do finałów NBA, uzyskując bilans 315-245. W 1967 roku opuścił stanowisko selekcjonera, obejmując funkcję głównego menedżera zespołu. Jego decyzje miały znaczący wpływ na zdobycie przez zespół mistrzostwa NBA w 1972 roku oraz udział w trzech finałach ligi (1968–1970). 
Po opuszczeniu Lakers objął stanowisko głównego trenera Purdue University. Przez sześć lat (1972–1978) spędzonych z zespołem uzyskał bilans 104-60 (63,4%), prowadząc Boilermakers do mistrzostwa turnieju NIT (1974) oraz udziału w turnieju NCAA (1977). 
Od 1981 do 1989 roku pełnił funkcję dyrektora sportowego na Uniwersytecie Wirginii Zachodniej. Tuż po jego odejściu ustanowiono nagrodę jego imienia – Fred Schaus Captain's Award, przyznawaną najbardziej wyróżniającemu się kapitanowi zespołu.
Jest jedynym trenerem w historii, którego drużyny występowały w finałach NBA, NCAA oraz turnieju NIT NCAA.

## Osiągnięcia
NCAA
- Wybrany do składu All-American Honorable Mention Team (przez AP – 1949)

NBA
- Uczestnik meczu gwiazd NBA (1951)[6]
- Zaliczony do II składu NBA (1950)[4]
- Lider play-off w skuteczności rzutów wolnych (1954)[14]

Trenerskie
- Mistrz:
  - igrzysk panamerykańskich (1959)[15]
  - turnieju NIT (1974)[16]
  - Konferencji Zachodniej NCAA (1955–1960)[8]
- Wicemistrz:
  - NBA (1962–1963, 1965–1966)[8]
  - NCAA (1959)[17]
- Uczestnik rozgrywek NCAA Sweet Sixteen (1960)
- 4-krotny Trener Roku Southern Conference (1955, 1958–1960)[9]
- Wybrany do Galerii Sław Sportu:
  - Uniwersytetu Wirginii Zachodniej (1992)[1]
  - stanu Ohio (2007)[18]